# Distretto di Changjiang
Il distretto di Changjiang (昌江区S, ChāngjiāngP) è un distretto della Cina, situato nella provincia di Jiangxi e amministrato dalla prefettura di Jingdezhen.